# Офелія Вінтер
Офелія Вінтер (нар. 20 лютого 1974 року, Булонь-Біянкур, Франція) — французька поп-співачка.

## Дискографія
- No Soucy! (1996)
- Privacy (1998)
- Explicit Lyrics (2002)
- Résurrection (2009)